# Митницька сільська рада
| Митницька сільська рада — орган місцевого самоврядування у Васильківському районі Київської області з адміністративним центром у с. Митниця. Водоймища на території, підпорядкованій даній раді: річка Барахтянка. Сільській раді підпорядковані населені пункти: - с. Митниця |

## Склад ради
Рада складається з 16 депутатів та голови.

### Керівний склад ради
| ПІБ                      | Основні відомості                                                                       | Дата обрання | Дата звільнення |
| ------------------------ | --------------------------------------------------------------------------------------- | ------------ | --------------- |
| Бардис Микола Григорович | Сільський голова, 1965 року народження, освіта, безпартійний                            | 26.03.2006   | 31.10.2010      |
| Бардис Микола Григорович | Сільський голова, 1965 року народження, освіта середня спеціальна, член Партії регіонів | 31.10.2010   |                 |

Примітка: таблиця складена за даними джерела